# Dorylaimoides stenodorus
Dorylaimoides stenodorus är en rundmaskart. Dorylaimoides stenodorus ingår i släktet Dorylaimoides och familjen Leptonchidae. Inga underarter finns listade i Catalogue of Life.